# Aristolochia hoehneana
Aristolochia hoehneana är en piprankeväxtart som beskrevs av Otto Christian Schmidt. Aristolochia hoehneana ingår i släktet piprankor, och familjen piprankeväxter. Inga underarter finns listade i Catalogue of Life.